# Balasagun

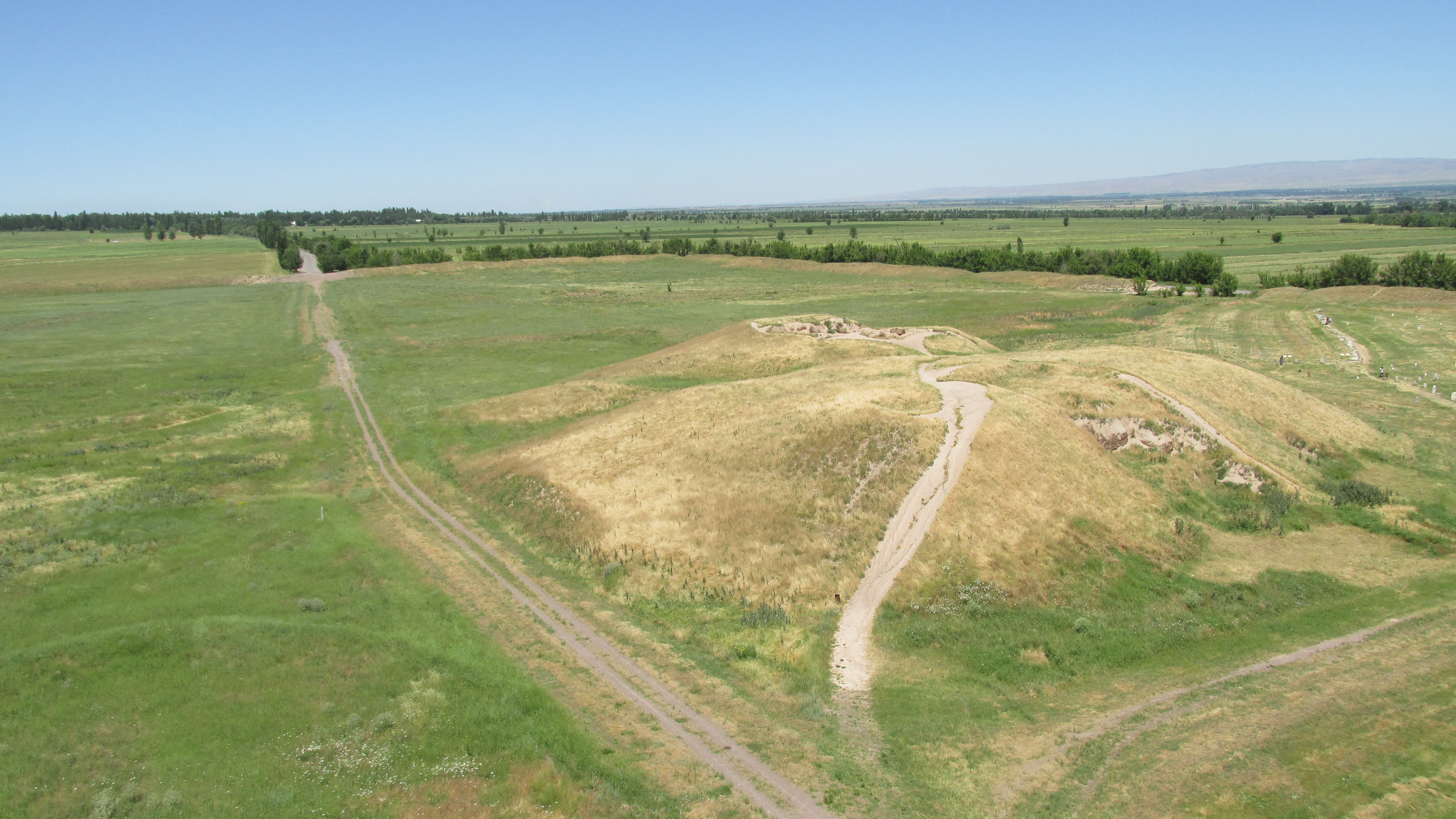
Ruinen der Stadt Balasagun, vom Burana-Turm aus gesehen

Balasagun (Türkisch: Balagasun -Balassagun, Balasaghun, Karabalsagun; chinesisch 八剌沙衮, Pinyin bālàshāgǔn, بلاساغون, DMG Balāsāḡūn) war eine Stadt im Tschüital im Norden des heutigen Kirgisistan.

## Lage

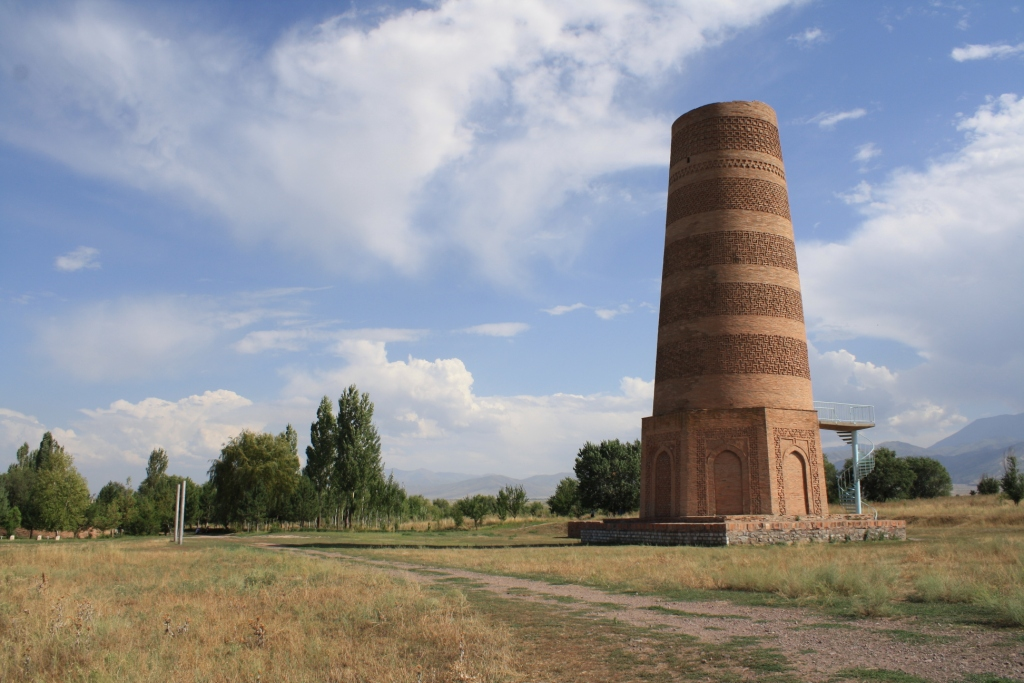
Burana-Turm

Die genaue Lage der untergegangenen Stadt ist umstritten, doch nach der gängigsten Meinung liegt die Stadt östlich der kirgisischen Hauptstadt Bischkek. Oft wird vermutet, dass die Stadt in der Nähe des nach der benachbarten Ortschaft Burana benannten Burana-Turms lag.

## Geschichte
Die Stadt wurde von den iranischstämmigen Sogdiern gegründet und erstmals in schriftlichen Quellen erwähnt, die um das Jahr 942 entstanden. Kurz danach eroberten die türkischen Karachaniden die Stadt und machten sie zur Hauptstadt ihres Reiches. Nach der Reichsteilung Mitte des 11. Jahrhunderts war Balasagun nur noch Hauptstadt des Ostreiches. Die Karachaniden-Herrscher waren im Jahr 1134 so geschwächt, dass die Kara Kitai die Stadt leicht einnehmen konnten und sie zu ihrer Hauptstadt machten. Die Herrschaft über die Stadt wechselte wiederum im Jahr 1211, als der Sohn des ehemaligen Anführers der mongolischen Naimanen an die Macht kam. Dieser stand im Streit mit Dschingis Khan und verspielte sich durch seine Regierungsführung auch die Sympathie der Stadtbevölkerung. So konnten die Mongolen Dschingis Khans um 1217 die Stadt leicht übernehmen. Danach begann der Niedergang der Stadt, über deren folgende Entwicklung keine Quellen bekannt sind.

## Kultur
Im 10. Jahrhundert war die Stadt von der muslimisch-iranischen Kultur der Sogdier geprägt. Mit der Eroberung durch die Karachaniden kamen türkische Einflüsse hinzu. Mahmud al-Kāschgharī, ein berühmter türkischer Gelehrter und Lexikograph des 11. Jahrhunderts, soll in Balasagun geboren worden sein. Mit den Kara Kitai wurde die Stadtkultur zusätzlich durch mongolische und chinesische Einflüsse geprägt. Zu dieser Zeit herrschte in der Stadt große religiöse Toleranz. So lebten neben der muslimischen Mehrheit dort auch Christen und Buddhisten. Wirtschaftlich profitierte die Stadt von ihrer Lage an einem Arm der Seidenstraße. 2014 wurde Balasagun als Bestandteil der seriellen Weltkulturerbestätte Seidenstraßen: das Straßennetzwerk des Chang'an-Tianshan-Korridors in das UNESCO-Welterbe aufgenommen.